# Islamische Heilsfront
Die Islamische Heilsfront (französisch Front islamique du Salut, Kürzel FIS, arabisch الجبهة الإسلامية للإنقاذ, DMG al-Ǧabha al-Islāmiyya li-l-Inqāḏ) war eine islamistische Partei in Algerien. Nach deren Wahlsieg in den ersten freien Wahlen von 1991 stoppte das Militär die Liberalisierung des politischen Systems und verbot und zerschlug die Partei. Dies führte zum Algerischen Bürgerkrieg, bei dem die FIS mit ihrem militärischen Arm selbst beteiligt war.

## Vorgeschichte
Im Algerienkrieg setzte die als sozialistische Kaderpartei organisierte FLN die Unabhängigkeit Algeriens von der Kolonialmacht mit Waffengewalt durch. Die FLN etablierte einen Einparteienstaat nach dem Muster des Ostblocks und richtete die Staatsideologie an Säkularismus, Sozialismus und Blockfreiheit aus. Die durch westliche Bildungssysteme gegangene FLN-Elite sah die Religion des Islam als Mittel der Mobilisierung gegen die christliche Kolonialmacht Frankreich und verwendete religiöse Legitimationen und religiöse Sprache, auch wenn sie selbst als sozialistische Partei keine religiöse Bewegung darstellte. Nach dem Sieg im Unabhängigkeitskrieg erfolgten Enteignungen des verbliebenen muslimischen Stiftungswesens. Die Ablösung Ahmed Ben Bellas durch Houari Boumedienne brachte eine verstärkte Arabisierungspolitik, bei denen auf ägyptische Lehrkräfte zur Lehrerausbildung zurückgegriffen wurde, von denen viele verfolgte Anhänger der Muslimbrüder waren. Unter Boumedienne erhielten die Islamisten die Dominanz über Kultur und Teile des Schulwesens, eine organisierte islamistische Bewegung wurde jedoch von staatlicher Seite nicht toleriert.
Die FLN erbte vom Kolonialstaat eine sprachlich geteilte Bevölkerung, da Bildung und qualifizierte Beschäftigung an französische Sprachkenntnisse gebunden waren. Neben dem einheimischen, arabischen Dialekt fungierte Französisch als Lingua franca und Statussymbol der gehobenen Schichten. Die algerische Regierung vollzog eine Arabisierungspolitik, welche versuchte, Französisch durch das bisher in Algerien kaum präsente Hocharabisch zu ersetzen. Als Mitte der Siebzigerjahre die ersten vollkommen auf Arabisch ausgebildeten Studenten auf den Arbeitsmarkt kamen, war für sie kaum Bedarf vorhanden. Ebenso stieß die Landreform, welche Boumedienne durch die Hinzuziehung der kommunistischen PAGS forcierte, auf Widerspruch aus den ländlichen Eliten und dem islamischen Klerus. Der algerische Staat reagierte 1976 auf den beginnenden Dissens mit der Erhebung des Islam zur Staatsreligion in der neuen Nationalcharta. Ebenso wurde Glücksspiel verboten, eine islamische Wochenendregelung eingeführt und die enge Kontrolle religiöser Institutionen durch den Staat weiter institutionalisiert.
1960 bildete sich mit Al-Qiyam eine islamistische politische Gruppe um bekannte islamische Kleriker, welche 1966 vom Staat verboten wurde. Während der Achtzigerjahre kam es zu einem Boom staatlich nichtregistrierter privater Moscheen, welche eine Bühne für salafistische und radikale Prediger bildeten. An den Universitäten des Landes verzeichnete der Islamismus großen Zulauf und islamische Wohlfahrtsbewegungen konzentrierten ihre innere Mission auf die Bildungseinrichtungen des Landes. Ab 1981 kam es auch zu Gewalttaten von zivilen islamistischen Aktivisten gegen als unislamisch wahrgenommene Praktiken wie Prostitution, Alkoholausschank, westlichen Medienkonsum und politische Gegner der Islamisten. 1982 kam es nach der Ermordung eines trotzkistischen Studenten durch Islamisten am Campus der Universität Algier zu großen Solidaritätsdemonstrationen von Islamisten. Ziele der Demonstrationen waren die Wiederöffnung der nach dem Mord geschlossenen Gebetsräume, die Abschaffung der Koedukation sowie die Forderung nach einer schariakonformen Gesellschaft. Führer der Bewegung waren die populären Geistlichen Abdellatif Soltani, Achmed Sahnoun und der Hochschullehrer Abbassi Madani. Im selben Jahr gründete der Islamist Moustapha Bouyali mit dem Mouvement Islamique Armée eine islamistische Terrorgruppe, welche versuchte, einen Guerillakrieg gegen den säkularen Staat der FLN loszutreten. Die islamistische Guerilla wurde durch öffentliche Fatawa radikaler Prediger wie Ali Belhadj und Abdelbaki Sahraoui religiös-politisch gerechtfertigt. Die Regierung unter Chadli und Hamrouche ließ dabei den Islamisten Raum und versuchte gleichzeitig die öffentliche Ordnung aufrechtzuerhalten. Nach dem Mord kam es zu Verhaftungen von Aktivisten und Anführern wie Madani und Soltani. Jedoch blieb die Strafverfolgung auf ein bescheidenes Maß beschränkt. Ebenso verabschiedete die Regierung 1984 eine Novellierung des Familienrechts, welche die Stellung der Frau gemäß der Scharia unter der des Mannes stellte und somit eine Kernforderung der Islamisten erfüllte.
Der Afghanistankrieg stärkte durch den Sieg über die Sowjetunion, welche als Verbündete der FLN gesehen wurde, das Prestige der Islamisten. Zwischen 300 und 2.800 Algerier kehrten als Kriegsveteranen nach Ende des Krieges nach Algerien zurück. Viele dieser Kämpfer übernahmen Schlüsselstellen in der islamistischen Bewegung. Ebenso verbreitete sich der Kleidungsstil der Afghanistankämpfer unter der Jugend, welche damit ihre Ablehnung des algerischen Staates ausdrückte.

## Parteigeschichte
Im Zuge der politischen Liberalisierung unter Chadli Bendjedid gründeten islamistische Aktivisten die Islamische Heilsfront im Februar 1989 und machten die Parteigründung am 10. März 1989 öffentlich. Als prominente Führungsfiguren traten der Präsident der Partei, ein Hochschullehrer an der Universität Algier und der islamische Prediger Ali Belhadj hervor. Im September 1989 wurde die Partei von Staatschef Bendjedid offiziell anerkannt. Dies rief innerhalb der herrschenden FLN Kritik hervor, welche eine Anwendung des Verbotes von Parteien auf religiöser Basis forderten. Die Leitung der Partei lag formal in einem 43-köpfigen Beratungsgremium, der Madschlis asch-Schura. Die Partei trat bei ihrer Entstehung als straff organisierte Organisation mit Verbreitung in ganz Algerien in Erscheinung. Die wöchentliche Parteizeitung Al Munqidh erreichte im Oktober 1989 eine Auflage von 200.000. Als es 1989 nahe Tipaza zu einem Erdbeben kam, leisteten FIS-Aktivisten effektiv und öffentlichkeitswirksam Katastrophenhilfe im Gegensatz zu den staatlichen Hilfsmaßnahmen. Keine der anderen durch das Mehrparteiensystem zugelassenen Konkurrenten der FLN konnten einen Apparat vorweisen, welcher die Staatspartei hätte ersetzen  können. Die FIS brachte im ersten Halbjahr 1990 durch regelmäßige Demonstrationen diese Fähigkeit in das Bewusstsein der Öffentlichkeit.
Die Partei speiste sich aus zwei ideologischen Strömungen. Einerseits aus dem Salafismus, dessen Vertreter die Errichtung eines islamischen Staates durch politische Methoden oder bewaffneten Kampf anstrebten. Daneben gab es eine algeristische Strömung, welche die Durchdringung der Gesellschaft durch islamische Prinzipien mittels innerer Mission und Information der Bevölkerung anstrebte und auf den algerischen Hochschullehrer Malek Bennabi zurückgeht. Die Aktivisten der FIS speisten sich aus den inoffiziellen, nicht vom Staat kontrollierten Moscheen und islamischen Wohlfahrtsorganisationen, welche in den 80er-Jahren deutlichen Zulauf erhalten hatten. Madani und Belhadj waren beide Beteiligte dieser Bewegung gewesen, welche bereits vor der Parteigründung rund 400.000 Demonstranten in Algier auf die Straße brachten. Die FIS reklamierte für sich die wahren Werte des Unabhängigkeitskampfes, welche von der FLN verraten worden seien. Die FLN wurde als von Frankreich kontrollierte politische Kraft dargestellt. Aufgabe der FIS sei es, in Algerien ein islamistisches System zu errichten und die durch westliche und sozialistische Ideen bestimmten FLN-Eliten abzulösen. Die FIS selbst stellte politischem Pluralismus eine Absage, nach Aussage von Madani von 1990 würde es nach Machtübernahme der FIS keine erneuten Wahlen geben.
Im Juni 1990 erreichte die FIS bei den Kommunalwahlen in zahlreichen Gemeinden, vor allem in den Vororten der Hauptstadt Algier eine Mehrheit und konnte so Bürgermeisterposten und Räte auf kommunaler Ebene besetzen. Dadurch erhielt die Partei in den Vierteln Auftrieb und konnte die auf kommunaler Ebene verfügbaren staatlichen Finanzmittel nutzen. Die FIS sorgte in den von ihr kontrollierten Gebieten für eine Angleichung von Kleidung, Verhalten und Medienkonsum an die von ihr propagierten islamistischen Verhaltensnormen. Ebenso leistete die FIS karitative Arbeit und ging mit ad-hoc mobilisierten Sicherheitskräften gegen Korruption und Kriminalität vor. Der Zentralstaat unter Kontrolle der FLN sperrte den von der FIS übernommenen Gemeinderäten die Finanzmittel und zog seine Sicherheitsbehörden aus den betroffenen Gebieten zurück. Die lokalen Kader der FIS konnten die Unterstützung von Handwerkern, Kleinhändlern und teils größeren Privatunternehmen mobilisieren, um ihren Finanzbedarf zu decken.
Während des Zweiten Golfkriegs 1990/91 kam es in Algerien zu einer weit verbreiteten Stimmung der Solidarität mit dem irakischen Staat unter Saddam Hussein. Zu Beginn des Konflikts verurteilte die FIS die Besetzung Kuweits als rechtswidrig und stellte Saddam Hussein aufgrund seines Säkularismus negativ dar. Mit der sich abzeichnenden US-Militärintervention vollzog die FIS eine politisch Wende und sprang auf die pro-irakische Stimmung in der Bevölkerung auf. Die FIS beteiligte sich an Antikriegsdemonstration und Ali Belhadj versuchte, Freiwillige für den Kampf gegen die westlichen Truppen im Irak zu organisieren. Der Parteichef Abbasi reiste hierzu nach Jordanien, um dort eine militärische Infrastruktur einzurichten. Hierdurch konnte die FIS gegenüber der FLN-Regierung unter Präsident Chadli und Premierminister Mouloud Hamrouche weiter an Stimmen gewinnen. Nach der Niederlage Saddam Husseins rechnete das FLN-Establishment mit einem Popularitätsverfall der FIS in der Bevölkerung.
Das Regierungsduo Chadli und Hamrouche versuchte vor den für Juni und Juli 1991 geplanten freien nationalen Wahlen die FIS zu schwächen. Die staatlichen Medien kritisierten die FIS als fanatische und puritanische Bewegung. Im April 1991 wurde per Dekret politische Predigt im Moscheen strafbar. Das Wahlsystem wurde von Premierminister Hamrouche dahingehend verändert, dass jeder Stimmbezirk nur einen Abgeordneten senden durfte. Ebenso verfügte die Regierung eine Reorganisation der Stimmbezirke, welche durch Gerrymandering die ländlichen Regionen, in denen die FLN generell stark war, zu Ungunsten der FIS stärken würde. Die FIS reagierte auf diese Maßnahmen mit dem Aufruf zum Generalstreik am 25. Mai 1991 und Massendemonstrationen, welche am 27. Mai rund 100.000 Sympathisanten auf die Straßen von Algier brachten. FIS-Aktivisten errichteten im Folgenden Barrikaden und Lautsprecherstationen, um ihre Präsenz auf der Straße dauerhaft zu mobilisieren. In der Nacht vom 3. bis 4. Juni 1991 versuchten Polizeieinheiten die Demonstrationen aufzulösen. Da die Polizei den islamistischen Demonstranten nicht gewachsen war, griff das Militär ein. Die folgenden Straßenkämpfe forderten nach Regierungsangaben 13 Tote und 60 Verletzte. Einige tausend FIS-Mitglieder und Sympathisanten wurden in Internierungslager in die Sahara verbracht. Präsident Chadli reagierte auf die Intervention des Militärs mit Ausrufung des Ausnahmezustands für vier Monate und Ausgangssperren in Algier, Blida, Tipaza und Boumerdes. Die Wahlen sollten erst nach Ende des Ausnahmezustands erfolgen. Ebenso ersetzte Chadli am 7. Juni Premierminister Hamrouche, welcher sich gegen den Einsatz von Gewalt ausgesprochen hatte durch den FLN-Wirtschaftsfunktionär Sid Ahmed Ghozali. Am 25. Juni ersetzte das Militär die Slogans der FIS an den Gemeindevertretungen durch FLN-Slogans. Die Gegenwehr der FIS-Kader nahm das Militär zum Anlass, die FIS-Anführer Madani und Hamrouche festzunehmen und wegen Aufruf zum bewaffneten Aufstand anzuklagen. Die FIS reagierte auf die staatliche Repression mit einem Führungswechsel. Auf der Konferenz der Madschlis asch-Schura in Batna setzte sich der eher regional-algerische Flügel durch und bestimmte Abdelkader Hachani zum Nachfolger der beiden inhaftierten Parteiführer. Gleichzeitig setzten sich erste bewaffnete Gruppen in die Berge ab und bereiteten sich auf eine bewaffnete Erhebung gegen das Regime vor. Ali Belhadj unterstützte aus dem Gefängnis mittels Kassiber die dschihadistische Linie. Der Führung unter Hachani gelang es weiterhin, Demonstrationen zu organisieren, welche das Stadtbild von Algier dominierten. Der Führung unter Hachani gelang es, einen Teil der in den Maquis gegangenen Dschihadisten in Hoffnung auf den Wahlsieg noch im Zaum zu halten. Am 29. November kam es zu einem ersten Angriff auf das algerische Militär durch die dschihadistische Gruppe Takfir wa-l-Hidschra in Guemmar nahe der tunesischen Grenze. Die Wahlen wurden von der Regierung für Dezember 1991 und Januar 1992 terminiert.
Bei den ersten freien Parlamentswahlen des Landes am 26. Dezember 1991 zeichnete sich ein Erdrutschsieg der FIS ab. Nach dem von Hamrouche festgelegten First-Past-the-Post-System Gewann die FIS 188 der 231 Parlamentssitze allein in der ersten Runde. Die FLN selbst konnte nur 15 Sitze erreichen und wurde von der neugegründeten Oppositionspartei FFS mit 25 Sitzen noch übertroffen. Mit den in der zweiten Wahlrunde im Januar noch zu vergebenden 199 Sitze war mit dem Ausgang des ersten Wahlgangs klar, dass die FIS rechnerisch die Regierung stellen könnte. Der FLN-Generalsekretär Abdelhamed Mehri erklärte sich bereit, mit einer FIS-Regierung zusammenzuarbeiten. Säkular ausgerichtete Oppositionsparteien und feministische und linksgerichtete gesellschaftliche Organisationen unter Führung des FLN-Gewerkschaftschefs Abdelhak Benhamouda gründeten am 30. Dezember ein Komitee zur Rettung Algeriens und forderten eine Aussetzung des zweiten Wahlgangs durch ein Eingreifen des Militärs. Premierminister Ghozali und auch andere Parteien sprachen sich für eine Fortsetzung der Wahlen aus. Am 13. Januar 1991 verkündete Präsident Chadli auf Druck des Militärs seinen Rücktritt. Das Militär installierte statt der Regierung einen Hohen Staatsrat, der als Putschregierung fungierte. Dieser bestand aus hohen politischen Funktionären der FLN und Offizieren. Als Vorsitzender des Staatsrats wurde der sehr populäre Unabhängigkeitskämpfer Muhammad Boudiaf bestimmt. Der neue FIS-Vorsitzende Hachani wurde am 22. Januar verhaftet. Es kam erneut zu Straßenkämpfen zwischen FIS-Aktivisten und dem Militär. Am 8. Februar ließ der Hohe Staatsrat Panzer auffahren und das Militär energisch gegen die FIS vorgehen. Die neue politische Führung rief den Ausnahmezustand aus und verhängte das Kriegsrecht. Rund 8.000 FIS-Mitglieder und Sympathisanten wurden in der Sahara interniert. Bis zum Verbot der FIS am 4. März 1992 forderten die Kämpfe 103 Todesopfer und mehrere Hundert Verletzte. Hachani versuchte bis zum Verbot der FIS eine Allianz von FLN-Funktionären und der FFS zusammenzubringen, die eine Wiederaufnahme des Wahlprozesses forderten. Hachani hatte aber bereits nach der Verhaftung seiner Vorgänger eine eigene militante Gruppe, den Front Islamique pour le Djihad en Algérie (FIDA) gegründet.
Das Verbot der FIS und die Annullierung der Wahl durch den Militärputsch wird als Beginn des Algerischen Bürgerkriegs angesehen, der in den 1990er Jahren über 100.000 Menschenleben forderte. Von der Heilsfront abgespaltene Gruppen, GIA und AIS, griffen zu Methoden des Terrorismus, während der Front selbst in einer gemeinsamen Erklärung mit anderen Oppositionsgruppen spätestens ab 1997 endgültig für eine friedliche Lösung eintrat.
Während des Bürgerkrieges trat die FIS nach ihrem Verbot und der Repression gegen ihre Mitglieder zunächst nicht mehr als Organisation in Erscheinung. Die zahlreichen bewaffneten islamistischen Gruppen, allen voran der Groupe Islamique Armé (GIA) und der Mouvement Islamique Armé (MIA) hatten ideologische und personelle Überschneidungen mit der FIS, aber waren nicht aus dieser direkt hervorgegangen. 1994 konstituierte sich der bewaffnete Arm der FIS als AIS unter Führung von Ahmed ben Aicha und Madani Mezraq. Die AIS stand in direkter Konkurrenz zur GIA und vertrat den Anspruch, den Dschihad gegen den FLN-Staat ohne terroristische Mittel zu führen.